# 迪迪埃·拉乌尔
迪迪埃·拉乌尔（法語：Didier Raoult，法語發音：[didje ʁaul(t)]，1952年3月13日—）是一位法国微生物学家和传染病学家，艾克斯-马赛大学教授。

## 荣誉
- 法國榮譽軍團勳章 2000年颁发

### 外国勋章奖章
- 雄狮指挥官国家勋章（英语：National Order of the Lion）（塞内加尔，2021年3月30日颁发[2]）